# Арипов, Абдулла Агзамович
Абдулла Агзамович Агзамов (родился 21 апреля 1947 года, в Балыкчинском районе, Андижанской области, Узбекская ССР) — советский и узбекский доктор физико-математических наук (1987), член Академии наук Узбекистана (2013), президент Общества математиков Узбекистана (2013), TWMS (2014). Обладатель нагрудного знака" Отличник народного образования «, международной премии им. Бабура (2015), ордена» Трудовая слава «(2016) и почетного звания» Заслуженный деятель науки Республики Узбекистан «.
Член жюри Республиканской математической олимпиады с 1973 года, член жюри бывшей союзной математической олимпиады в 1989—1991 годах. В 1974 году защитил кандидатскую диссертацию на совете математического факультета Ташкентского государственного университета, в 1987 году защитил докторскую диссертацию на специальном совете математико-механического факультета Санкт-Петербургского государственного университета. Агзамову было присвоено звание доцента в 1981 году и профессора в 1989 году.
Член Союза писателей Узбекистана с 2013 года. Академик Академии наук Республики Узбекистан с 2017 года. В 1972—1975 годах работал ведущим редактором Главной редакции» узбекской советской энциклопедии, в 1999—2000 годах был заместителем главного редактора журнала « Тафаккур», в 2000—2011 годах являлся ответственным сотрудником канцелярии Президента Республики Узбекистан.

## Биография
Абдулла Агзамович с 1953 по 1964 год учился в средней школе № 1. В 1963 году участвовал в заочной олимпиаде, организованной газетой «Молодой ленинец». В 1964 году окончил среднюю школу с золотой медалью и поступил на механико-математический факультет Ташкентского государственного университета (ныне Национальный университет Узбекистана имени Мирзо Улугбека). В 1966 году, продолжил учебу. После поступил в МГУ имени Ломоносова. Он закончил учебу в 1970 году.

## Деятельность
Абдулла Агзамов читал лекции по дифференциальным уравнениям с 1971—1972 учебного года. В 1972—1975 годах (по совместительству) работал в Главной редакции «узбекской советской энциклопедии» на должности ведущего редактора. Член жюри математической олимпиады Узбекской ССР с 1973 года, член жюри бывшей союзной математической олимпиады в 1989—1991 годах. Был принят на должность ассистента кафедры математического анализа Ташкентского государственного университета, в 1980—1993 годах работал доцентом, профессором и заведующим кафедрой дифференциальных уравнений. В 1992—1993 годах был назначен деканом математического факультета. В 1993 году Агзамов был назначен ректором Наманганского государственного университета.
В 1974 году защитил кандидатскую диссертацию на совете математического факультета Ташкентского государственного университета. Его работа «конъюнктура» была посвящена научно-историческому анализу произведений Алишера Навои.
Агзамов читал лекции в Национальном университете Узбекистана и Ташкентском филиале Московского государственного университета. Был членом Союза писателей Узбекистана с 2013 года и избран председателем математического общества Узбекистана в 2013 году. Являлся вице-президентом общества математиков тюркских народов (2017), а с 2017 года-академиком Академии наук Республики Узбекистан.